# エーリヒ・ヘルマン
エーリヒ・ヘルマン(ドイツ語: Erich Hellmann、1916年2月13日 - 1998年1月24日)は、ドイツの軍人。最終階級は空軍中尉。第二次世界大戦では降下猟兵としてドイツ空軍第3降下猟兵連隊に所属し、第1中隊では中隊長を務めた。その戦功により騎士鉄十字章を受章している。

## 叙勲
- 空軍降下猟兵章
- 鉄十字章
  - 二級鉄十字勲章1939年章
  - 一級鉄十字勲章1939年章
- 空軍地上戦闘章
- 戦傷章
  - 戦傷章黒章
  - 戦傷章銀章
  - 戦傷章金章
- ドイツ十字章
  - ドイツ十字章金章 (1943年7月12日)[1]
- 騎士鉄十字章
  - 騎士鉄十字章 (1944年10月6日)[2]